# Amblyeleotris aurora
Amblyeleotris aurora  es una especie de pez de la familia de los Gobiidae en el orden de los Perciformes.

## Morfología
Los machos pueden llegar a alcanzar los 11 cm de longitud total.

## Distribución geográfica
Se encuentra desde las Maldivas hasta el norte de KwaZulu-Natal (Sudáfrica), incluyendo el Mar de Andaman. 

## Observaciones
Es inofensivo para los humanos. 